# Carmen Kurtz
Carmen de Rafael Marés (Barcelona, 18 de septiembre de 1911-Barcelona, 5 de febrero de 1999) fue una escritora española que firmaba con el apellido de su marido, Pedro Kurtz. Ganadora de varios premios literarios por sus novelas -el Planeta, entre otros- alcanzó gran popularidad en los años 60 con una serie de libros infantiles cuyo personaje era un chico, Óscar, que tenía por mascota una oca, Kina. 
Fue además, una escritora comprometida con la condición de la mujer en la posguerra española.

## Biografía
Carmen de Rafael Marés nació en el seno de una familia cosmopolita. Era nieta y bisnieta de emigrantes [españoles] que vivieron en Estados Unidos, México y Cuba. Su padre había nacido en La Habana y su madre, en Baltimore. Parte de su educación la recibió en el Reino Unido y, sin duda, algunas de sus experiencias en ese país se reflejaron en sus libros.
Se casó con el francés Pedro Kurtz y vivió en Francia desde 1935. El matrimonio pasó allí la Segunda Guerra Mundial; su marido pasó dos años en un campo de concentración. Se mudaron a España en 1943.
Mantuvo durante  varios años una columna diaria en el periódico barcelonés La Prensa.
En 1955 publicó su primera novela, Duermen bajo las aguas, que recibió el premio Ciudad de Barcelona y donde narra la vida de una mujer que viviendo en el país vecino, es testigo de la marcha de su marido a la guerra (el de la autora estuvo dos años en un campo de concentración), y ella ha de hacerse cargo de sí misma y de su hijo. Pilar defiende la memoria de su esposo, luchando por rechazar a quienes la pretenden, y termina viviendo con sus hijos otra vez en España, a la espera del regreso de aquel. Lo que "duerme bajo las aguas" son las palabras no dichas, las que quedaron en el recuerdo, “las ahogadas”, pues toda expresión que debió decirse y queda en el silencio lo es. Las ideas, que tienen vida por medio de las palabras, han de respirar siendo dichas y no “dormir bajo las aguas”. 
El desconocido (1956), que ganó el Premio Planeta, narra la historia de un hombre que, al volver a España después de haber combatido en la División Azul, se encuentra con que su mujer, que le ha sido fiel durante los doce años de ausencia, ya no es capaz de reanudar los lazos que le unían a él. A golpes de sinceridad fragmentada, y de arriesgar la propia vida como precio del amor mutuo, parecen enderezar poco a poco la unidad matrimonial. La autora dejó, sin embargo, el final abierto. 
En 1958 publicó Detrás de la piedra, historia de un inocente encarcelado por una acusación arbitraria.
Entre dos oscuridades (1959) aborda la antítesis entre apariencia y realidad en relación con el ejercicio de la justicia humana y a través de cinco condenados a muerte que en la agonía del verdugo se hacen presentes para responder a las preguntas que siempre le obsesionaron. 
En 1962 empezó la serie de cuentos para niños protagonizada por Óscar. Óscar cosmonauta cuenta la historia de un chico que tiene por mascota una oca, Kina, y que decide construir un cohete. Aunque la aventura acaba teniendo un desenlace del tipo todo fue un sueño, lo cierto es que Óscar viaja a otros planetas donde se encuentra con civilizaciones socialmente avanzadas. Esto permite introducir una serie de temas de gran actualidad y sorprendentemente avanzados para la época.
Publicó entre 1973 y 1975  la trilogía Sic transit compuesta de Al otro lado del mar (1973), El viaje (1975) y El regreso (1976), un siglo de historia  esbozado de forma transversal, con singular intensidad en la Barcelona finisecular.
A partir de la segunda mitad de los años 70 se dedicó con más intensidad a la literatura infantil con la ayuda de su hija Odile como ilustradora.
En 1978 José María Blanco adaptó uno de sus relatos y realizó la película infantil Óscar, Kina y el láser.
Murió en Barcelona en 1999.
Maruja Torres le dedicó su Premio Planeta en 2000, y afirmó que «Carmen Kurtz es finalmente la responsable de lo que soy hoy». Kurtz está representada en la novela Mientras vivimos de Torres en la figura de Carmen.

## Obra
Compartió con la Generación del 50 preocupaciones temáticas y formales aunque ella aportó un relato testimonial, de actitud crítica. En sus novelas hay un interés creciente por la problemática de la clase media en la postguerra española y una crítica al sometimiento de las mujeres en la España franquista. También hizo una crítica dirigida a la hipócrita clase burguesa de la dictadura y trató cuestiones que suponían  directamente un tabú como el suicidio, el aborto o el divorcio.
Destaca la variedad de personajes femeninos que huyen de cualquier  prejuicio y que tienen un planteamiento de vida diferente al propuesto desde el Régimen para las mujeres. Reflejó una visión crítica de la burguesía centrada en personajes femeninos en crisis al descubrir en su esposo a un desconocido. Mujeres en rebelión contra una situación en que parecía no haber más vínculos que los del interés económico.

## Premios
- Premio Ciudad de Barcelona 1954 por Duermen bajo las aguas
- Premio Planeta 1956 por El desconocido
- Finalista Premio Café Gijón 1963 con En la oscuridad
- Premio Lazarillo 1964 por  Color de fuego
- Premio Ciudad de Barbastro 1975 por Cándidas palomas
- Candidata oficial de España al Premio Internacional Hans Christian Andersen 1980
- Premio CCEI 1980 por Veva

## Obras

### Novelas
- Duermen bajo las aguas, 1955. Premio Ciudad de Barcelona. (Nueva edición en 2025, Amarillo Editora).
- La vieja ley, 1956.
- El desconocido, 1956. Premio Planeta
- Detrás de la piedra, 1958.
- Tres muchachos en la manigua, 1961
- Al lado del hombre, 1961.
- El becerro de oro, 1964.
- Las algas, 1966.
- En la punta de los dedos, 1968.
- Entre dos oscuridades, 1969.
- Al otro lado del mar, 1973.
- El viaje, 1975.
- El regreso, 1975.
- Cándidas palomas, 1975. Novela. Premio Ciudad de Barbastro.

### Cuentos
- Huevos de Pascua, 1947. Cuento
- La falsa sirena, 1952. Cuento
- El barco pirata, 1952. Cuento
- El último camino, 1961. Cuento
- En la oscuridad, 1963. Cuento. Finalista del Premio Café Gijón
- Color de fuego, 1964. Cuento. Premio Lazarillo
- Siete tiempos, 1964. Cuento
- Primer camino: Conocimientos sociales, 1965
- El conde sol, 1980. Cuento
- Piedras y trompetas, 1981. Cuento
- Veva, 1981. Cuento
- La paloma, el cuervo y otros cuentos, 1981
- La ballena, el cordero y otros cuentos, 1981
- Fanfamús, 1982. Cuento
- Dudú y Pepé, 1983. Cuento
- Pitos y flautas, 1983. Cuento
- Los mochuelos, 1983. Cuento
- Querido Tim, 1983. Cuento
- Piedras y trompetas, 1984. Cuento.
- Chepita, 1985. Cuento
- Brun, 1985. Cuento
- Dame la mano, Habacuc, 1989. Cuento
- ¿Habéis visto un huevo?, 1990. Cuento
- Pachu, perro guapo, 1992. Cuento
- Cosas que se pierden, amigos que se encuentran, 1992. Cuento

### Serie de Óscar
- Óscar cosmonauta, 1962. Cuento
- Óscar espía atómico, 1963. Cuento
- Óscar y el Yeti, 1964. Cuento
- Óscar y Corazón de Púrpura, 1964. Cuento
- Óscar espeleólogo, 1966. Cuento
- Óscar, Kina y el láser, 1966. Cuento
- Óscar y los OVNI, 1967. Cuento
- Óscar y los hombres rana, 1967. Cuento
- Óscar, agente secreto, 1968. Cuento
- Óscar en el Polo Sur, 1970. Cuento
- Óscar en el laboratorio, 1971. Cuento
- Óscar en los Juegos Olímpicos, 1972. Cuento
- Óscar en África, 1974. Cuento
- Óscar en las islas, 1977. Cuento
- Óscar, Buna y el rajá, 1981. Cuento
- Óscar y la extraña luz, 1984. Cuento